# Racomitrium obtusum
Racomitrium obtusum là một loài Rêu trong họ Grimmiaceae. Loài này được (Brid.) Brid. mô tả khoa học đầu tiên năm 1819.